# Helmut Günther (Autor)
Helmut Günther (* 4. August 1911 in Michelfeld (Schwäbisch Hall); † 17. Februar 1983 Stuttgart) war ein deutscher Tanzpublizist. 

## Leben
Günther studierte in Tübingen und Bristol Geschichte, Germanistik, Anglistik, Vergleichende Sprachwissenschaft und Philosophie. Anschließend war er als Lehrer und später als Studienrat in Neckarsulm und Stuttgart tätig. Günther war als Mitglied der Sozialistischen Arbeiter-Jugend zum Volkstanz gekommen, später auch zum Gesellschafts- und Turniertanz. Außerdem nahm er Ballettunterricht in der Schule von Albert Burger in Stuttgart. Er publizierte zunächst über Gesellschaftstanz, dann zunehmend über Jazz Dance und über nichtwestliche Tanzkulturen. Zu seinen zahlreichen Veröffentlichungen in Fachzeitschriften, in der Stuttgarter Zeitung, der Zeit und beim Rundfunk gehören auch seine Recherchen über Albert Burgers Zusammenarbeit mit Oskar Schlemmer beim Triadischen Ballett.  An der Stuttgarter John-Cranko-Schule unterrichtete er zeitweise Tanzgeschichte. Helmut Günthers Nachlass befindet sich im Deutschen Tanzarchiv Köln. Der Wirtschaftsinformatiker Oliver Günther ist Helmut Günthers ältester Sohn.

## Werke
- (mit Helmut Schäfer): Vom Schamanentanz zur Rumba. Die Geschichte des Gesellschaftstanzes. Ifland, Stuttgart 1959, 3. Aufl. 1993.
- Grundphänomene und Grundbegriffe des afrikanischen und afro-amerikanischen Tanzes. Universal-Edition, Graz 1969, 3. Aufl. 1977.
- Tanzunterricht in Deutschland. Eine kultursoziologische Studie. Deutscher Bundesverband Tanz, Remscheid 1970, 2. unveränd. Aufl. 1991.
- (mit Hubert Haag): Vom Rock'n Roll bis Soul. Die modernen Poptänze von 1954 bis 1976. Hepp, Ostfildern-Nellingen 1976.
- Jazz dance. Geschichte, Theorie, Praxis. Henschelverlag, Berlin 1980, 4. Aufl. 1990. - Heinrichshofen,  Wilhelmshaven 3. Aufl. 1984.
- Die Tänze und Riten der Afro-Amerikaner. Verlag Dance Motion, Bonn 1982.
- (mit Horst Koegler, Hg.): Reclams Ballettlexikon. Philipp Reclam jun., Stuttgart 1984. ISBN 3-150-10328-2